# ویلینگیلی (ماله)
ویلینگیلی (به لاتین: Villingili) یک منطقهٔ مسکونی در مالدیو است. ویلینگیلی ۶٬۹۵۶ نفر جمعیت دارد.